# Glenea humerointerrupta
Glenea humerointerrupta là một loài bọ cánh cứng trong họ Cerambycidae.